# Ставропольська вулиця (Санкт-Петербург)
Ставропольська вулиця (рос. Ставропо́льская улица) — вулиця в Центральному районі Санкт-Петербурга, що проходить від вулиці Тверської до Таврічеського провулка.

## Історія
Спочатку — Благовіщенська вулиця (з 1798 року), що проходила від вулиці Тверської до Шпалерної вулиці. Назва пов'язана з тим, що в Кікіних палатах (будинок 9) була полкова церква Благовіщення Пресвятої Богородиці Кінногвардійського полку.З 1821 по 1844 рік — Благовіщенський провулок.У довіднику 1844 року до складу провулка було включено ділянку південніше Тверської вулиці. У 1840-ві роки продовжена від Шпалерної вулиці до Таврічеського провулка. Сучасна назва була присвоєна 14 липня 1859 року в честь міста Ставрополь.

## Об'єкти
- будинок 9 — Кікіни палати
- будинок 10 — Центральний науково-дослідний інститут Морського флоту